# Achromatopsja
Achromatopsja (całkowita ślepota barwna) – rzadka, genetycznie uwarunkowana,
wada widzenia, spowodowana
chorobą siatkówki, objawiająca się:
- ślepotą barw
- oczopląsem
- światłowstrętem
- znacznym obniżeniem ostrości wzroku

Spowodowana jest brakiem albo upośledzeniem funkcji czopków, które są
odpowiedzialne nie tylko za widzenie barwne, ale jednocześnie za widzenie ostre
i widzenie fotopowe (widzenie dzienne). Ludzie cierpiący na achromatopsję
nie rozpoznają barw, postrzegając świat niemal lub całkowicie w odcieniach
szarości.

## Epidemiologia
Jest to bardzo rzadkie
zaburzenie i występuje zaledwie u 0,005% populacji. Achromatopsja może być dziedziczna, lub nabyta w wyniku różnych uszkodzeń lub
chorób. Ta pierwsza ma tendencję do pojawiania się wśród zamkniętych
społeczności. Przykładem takiej społeczności jest ludność zamieszkująca wyspę
Pohnpei, wchodzącą w skład Sfederowanych Stanów Mikronezji. Aż 4–10% mieszkańców wyspy cierpi na achromatopsję kompletną (ang. complete achromatopsia), co objawia się oczopląsem poziomym, światłowstrętem, amaurozą, ślepotą barw, krótkowzrocznością i postępującą zaćmą. W swojej książce „Wyspa daltonistów i wyspa sagowców” wybitny neurolog Oliver Sacks pisał o achromatopsji wśród mieszkańców atolu Pingelap, będącego częścią wyspy Pohnpei.

## Typy achromatopsji

### Achromatopsja kompletna
Oprócz całkowitej niemożności dostrzeżenia koloru, osoby z achromatopsją kompletną cierpią na szereg innych zaburzeń widzenia, do których zaliczamy znacznie zmniejszoną ostrość wzroku, oczopląs i światłowstręt. Chorobie mogą również towarzyszyć wady wzroku, takie jak dalekowzroczność czy (rzadziej) krótkowzroczność. Objawy achromatopsji pojawiają się już w pierwszych miesiącach życia dziecka i mogą być rozpoznane przez rodziców. U dziecka pojawia się zwiększona wrażliwość na światło dzienne (fotofobia) wraz z niekontrolowanymi i powtarzalnymi ruchami gałek ocznych oraz zmniejszona ostrość widzenia, którą można zaobserwować np. podczas zabawy.

### Achromatopsja niekompletna
Występuje rzadziej niż achromatopsja kompletna i objawia się podobnymi, lecz znacznie lżejszymi symptomami. Achromatopsja niekompletna (ang. incomplete achromatopsia) cechuje się więc zmniejszoną ostrością widzenia, a do objawów towarzyszących, lecz nie zawsze występujących, zaliczamy oczopląs i światłowstręt. Osoby z achromatopsją niekompletną, u których nie doszło do uszkodzenia wszystkich trzech typów czopków, mogą postrzegać niektóre kolory, korzystając ze specjalistycznych filtrów medycznych w odpowiedniej barwie.

## Leczenie
Nie ma leku na achromatopsję, a terapia polega na regularnych badaniach okulistycznych i łagodzeniu objawów choroby przy użyciu dostępnych metod.

### Okulary z filtrami medycznymi
Aby zredukować nadwrażliwość na światło i poprawić ostrość widzenia, pacjenci mogą stosować specjalistyczne okulary z filtrami medycznymi, które redukują odblaski poprzez pochłanianie zakresu pasma światła wywołującego nadwrażliwość. Najczęściej stosowane są filtry w kolorach czerwonawo-brązowym, brązowym, ciemnobrązowym, jasnopomarańczowym, pomarańczowym i czerwonym o absorpcji na poziomie 50–90%.

### Barwione soczewki kontaktowe
Pacjenci powyżej 12. roku życia mogą wspomagać leczenie achromatopsji barwionymi soczewkami kontaktowymi, dostępnymi w kilku kolorach: jasnopomarańczowym, pomarańczowym, czerwonym, płomiennym czerwonym i brązowym. Soczewki należy wymieniać na nowe po upływie kwartału lub roku (w zależności od wybranej opcji). Barwione szkła kontaktowe można stosować również jako uzupełnienie terapii okularami.

### Inne pomoce optyczne
Ze względu na niską ostrość widzenia zaleca się używanie lup powiększających do czytania oraz monokularów do odczytywania detali z dużej odległości. Pomoce optyczne są szczególnie ważne w przypadku dzieci w wieku szkolnym. Dla osób z achromatopsją nieoceniona jest także pomoc ze strony nowych technologii. Aplikacje na smartfony, tablety i laptopy umożliwiają m.in. korzystanie z map z wbudowanym lektorem, narzędzi do rozpoznawania kolorów czy konwerterów obrazu na mowę lub mowy na tekst.